# Tellingstedt
Tellingstedt là một đô thị thuộc huyện Dithmarschen, trong bang Schleswig-Holstein, nước Đức. Đô thị Tellingstedt có diện tích 21,1 km², dân số thời điểm 31 tháng 12 năm 2006 là 2493 người. Đô thị này có cự ly khoảng 13 km về phía đông của Heide.
Tellingstedt is part of the Amt Kirchspielslandgemeinde ("đô thị chung") Eider.